# Gombe (Nigeria)
Gombe es una localidad del estado de Gombe, en Nigeria, con una población estimada en marzo de 2016 de 367 500 habitantes.
Se encuentra ubicada al noreste del país, a poca distancia al norte del río Benue, el principal afluente del río Níger.